# Joachim Ntahondereye
Joachim Ntahondereye (Camzai, 8 maggio 1953) è un vescovo cattolico burundese, dal 14 dicembre 2002 vescovo di Muyinga.

## Biografia
Joachim Ntahondereye è nato a Camzai l'8 maggio 1953.

### Formazione e ministero sacerdotale
Ha studiato in patria, in Tanzania e a Roma. Nel 1995 ha conseguito il dottorato in teologia morale all'Accademia alfonsiana con una tesi intitolata L'engagement de l'Eglise pour la civil de l'amour, une exigence évangélique de charité et de justice. Etude du magistère social de Paul VI  (L'impegno della Chiesa per la società civile di amore, esigenza evangelica di carità e giustizia. Studio del magistero sociale di Paolo VI).
Il 16 novembre 1980 è stato ordinato presbitero per la diocesi di Ruyigi. In seguito è stato vicario parrocchiale, economo del seminario minore diocesano, professore di teologia morale al Collegio "Regina Mundi" di Roma e poi al seminario maggiore di Gitega.

### Ministero episcopale
Il 14 dicembre 2002 papa Giovanni Paolo II lo ha nominato vescovo di Muyinga. Ha ricevuto l'ordinazione episcopale il 1º marzo successivo dall'arcivescovo metropolita di Gitega Simon Ntamwana, co-consacranti il vescovo di Ruyigi Joseph Nduhirubusa e il vescovo emerito di Muyinga Roger Mpungu.
Nel maggio del 2014 ha compiuto la visita ad limina.
Dal 10 marzo 2017 al 15 dicembre 2022 è stato presidente della Conferenza dei vescovi cattolici del Burundi.

## Genealogia episcopale
La genealogia episcopale è:
- Cardinale Scipione Rebiba
- Cardinale Giulio Antonio Santori
- Cardinale Girolamo Bernerio, O.P.
- Arcivescovo Galeazzo Sanvitale
- Cardinale Ludovico Ludovisi
- Cardinale Luigi Caetani
- Cardinale Ulderico Carpegna
- Cardinale Paluzzo Paluzzi Altieri degli Albertoni
- Papa Benedetto XIII
- Papa Benedetto XIV
- Papa Clemente XIII
- Cardinale Marcantonio Colonna
- Cardinale Giacinto Sigismondo Gerdil, B.
- Cardinale Giulio Maria della Somaglia
- Cardinale Carlo Odescalchi, S.I.
- Cardinale Costantino Patrizi Naro
- Cardinale Lucido Maria Parocchi
- Papa Pio X
- Papa Benedetto XV
- Papa Pio XII
- Cardinale Eugène Tisserant
- Cardinale Bernardin Gantin
- Arcivescovo Simon Ntamwana
- Vescovo Joachim Ntahondereye